# 4039 Souseki
A 4039 Souseki (ideiglenes jelöléssel 1987 SH) a Naprendszer kisbolygóövében található aszteroida. Tsutomu Seki fedezte fel 1987. szeptember 17-én.